# Ambillou-Château
Ambillou-Château é uma ex-comuna francesa na região administrativa da Pays de la Loire, no departamento de Maine-et-Loire. Estendeu-se por uma área de 19,99 km². Em 2010 a comuna tinha 1 798 habitantes (densidade: 89,9 hab./km²).27 hab/km².
Em 1 de janeiro de 2016 foi fundida com as comunas de Louerre e Noyant-la-Plaine para a criação da nova comuna de Tuffalun.